# Ардуин Глабер
Ардуин Глабер или Ардуин Голобради (на италиански: Ardoino Glabrio; на немски: Arduin der Kahle; † сл. 4 април 976/977), от рода Ардуини, e граф на Ауриате от 935 г. и в периода 964 – 977 г. първият маркграф на Маркграфство Торино, наречено на негово име „Ардуинова марка“. Той е основател на рода Ардуини.

## Произход
Ардуин е син на франкския благородник Рожер, който идва с брат си Ардуин в Италия през X век и се омъжва за Емилия (Имула, Вмилия), вдовица на предходния граф Родулф от Ауриате, от която има двама сина – Рожер II и Ардуин. В периода 902 – 915 г. Рожер-баща е граф на Ауриате, териториите на което се простират в района на днешните Кунео и Салуцо.

## Биография
За Ардуин има писмени сведения от 13 април 945 г. до 4 април 976 г. Основният източник за живота му е Хрониката на Манастира на Новалеза (Chronicon novaliciense) от средата на XI век.
След 935 г. Ардуин наследява баща си като граф на Ауриате.
На 13 април 945 г. Ардуин за пръв път е наречен с титлата „граф“ (на лат. comes).
През 940/945 г. прогонва сарацините от Вал ди Суза и става един от най-доверените приближени на маркграфа на Ивреа и бъдещ крал на Италия Беренгар II. Той връща манастира в Новалеза в християнски ръце.
През 945 г. Ардуин е в двора на краля на Италия Лотар I. 
Преди 13 ноември 950 г. става граф на Торино, а на 13 ноември 950 г., благодарение на Лотар II, става и фогт на манастира Новалеза-Бреме (манастирът е преместен от Новалеза в Бреме заради сарацините).
След смъртта на Лотар II Ардуин отива в Павия на коронацията на Беренгар II.
Той е един от тримата приближени, на които през 950 г. крал Беренгар II дава новообразувани маркграфства. Ардуин получава Маркграфство Торино с териториите на Ауриате, Торино, Асти, Албенга и Бредуло, Алба и Вентимиля.
Ардуин участва с Беренгар II в обсадата на крепостта на Каноса, където е намерала убежище вдовицата на Лотар II – кралица Аделхайд Бургундска. Притежателят на Замъка е Адалберт Ато – първият маркиз на Мантуа и вероятен свекър на сина на Ардуин – Манфред. Ардуин не иска да влиза в конфликт с него или със своя суверен – император Ото I. Според легендата Ардуин подсказва на Адалберт стратегията, която да накара Беренгар да свали 3-годишната обсада: Ардуин знае, че храната в замъка е оскъдна и войските няма да издържат дълго. Предлага на Адалберт Ато да вземе едно прасе и да го напълни с жито, след което да го изпрати от замъка. Императорските войски хващат животното и след като го убиват, откриват, че то е добре хранено и стомахът му е пълен с жито. Императорските командири смятат, че ако обсадените могат да си позволят да хранят прасетата, крепостта никога няма да падне и свалят обсадата.
След като император Ото I детронира Беренгар II през 961 г., той нарежда на Ардуин да върне манастира в Бреме, което обаче той не изпълнява.
През януари 964 г. Ардуин е споменат като Mаркграф на Торино.
Летописецът на Сакра ди Сан Микеле твърди, че през 966 г. Ардуин се намира в Замъка в Авиляна. Тогава при него от Франция идва Уго ди Монбоасие – господар на Алверния с желание да построи манастир на Св. Архангел Михаил (днешна Сакра ди Сан Микеле) на хълм над Авиляна. Ардуин иска да му дари земята, но Уго предпочита да я купи. Става въпрос обаче за сина на Ардуин или за племенника му със същото име. Следователно годината не е 966, а около 999 – 1002.
Ардуин участва заедно с Гийом I от Прованс и брат му Ротбалд I от Прованс в битката при Туртур през 972 – 973 г., която води до окончателното унищожаване на сарацинския център във Фраксинетум (днешен La Garde-Freinet до Сен Тропе). Тази атака е породена от залавянето на абата на Клюни Майол при завръщането му от Италия на 22 юли 972 г.
От 976 г. Ардуин е и граф на Павия.
За последен път Ардуин е споменат на 4 април 976 г.
Неговият син Манфред I го наследява като маркграф на Торино (977 – 1000) и граф на Ауриате.

## Брак и потомство
∞ за Емилия или Имула от Суза, дъщеря на Адалберт Ато, сестра на Магингред I Милански († 896), граф на Ломело, и на Милон Санбонифаций († сл. 955), граф на Верона, от която има трима сина и две дъщери:
- Олдерик Манфред (Магинфред или Манфред) ( † 1001), под името Манфред I маркграф на Торино от 977 г., граф на Ауриате и маркиз на Суза-Пиемонт; ∞ пр. 8 март 991 за Прангарда ди Каноса, дъщеря на Адалберт Ато II, граф на Каноса, и на съпругата му Илдегард, от която има шестима сина.
- Ардуин IV († сл. 1029), през 1039 г. дарява земята за манастира Сан Микеле дела Киуза
- Алсинда (Анселда), ∞ за пфалцграф Гизелберт II († 10 октомври 1010), граф на Бергамо
- Ото († 19 януари сл. 998), през 996 г. граф, маркграф, през 992/998 г. подарява на приорат Поленцо манастира Новалеза-Бреме; има един син
- Рихилда или Ихилда († сл. 989), ∞ ок. 958 за Конрад († 1001), син на Беренгар II и шести маркграф на Ивреа от 970 г., както и херцог на Сполето и на Камерино поне от юни 996 до 997 г., от когото има един син.